# Fazekasboda
Fazekasboda (deutsch Boden) ist eine ungarische Gemeinde im Kreis Pécsvárad im Komitat Baranya.

## Geografische Lage
Fazekasboda liegt sechseinhalb Kilometer südöstlich der Kreisstadt Pécsvárad an dem Fluss Karasica. Nachbargemeinden sind Kékesd, Geresdlak und Nagypall.

## Sehenswürdigkeiten
- Heimatmuseum (Tájház)
- Römisch-katholische Kirche Mindenszentek, ursprünglich 1735 erbaut, 1809 komplett neu errichtet
- Weltkriegsgedenktafeln (I. és II. világháborús áldozatok emléktáblái) an der Kirche

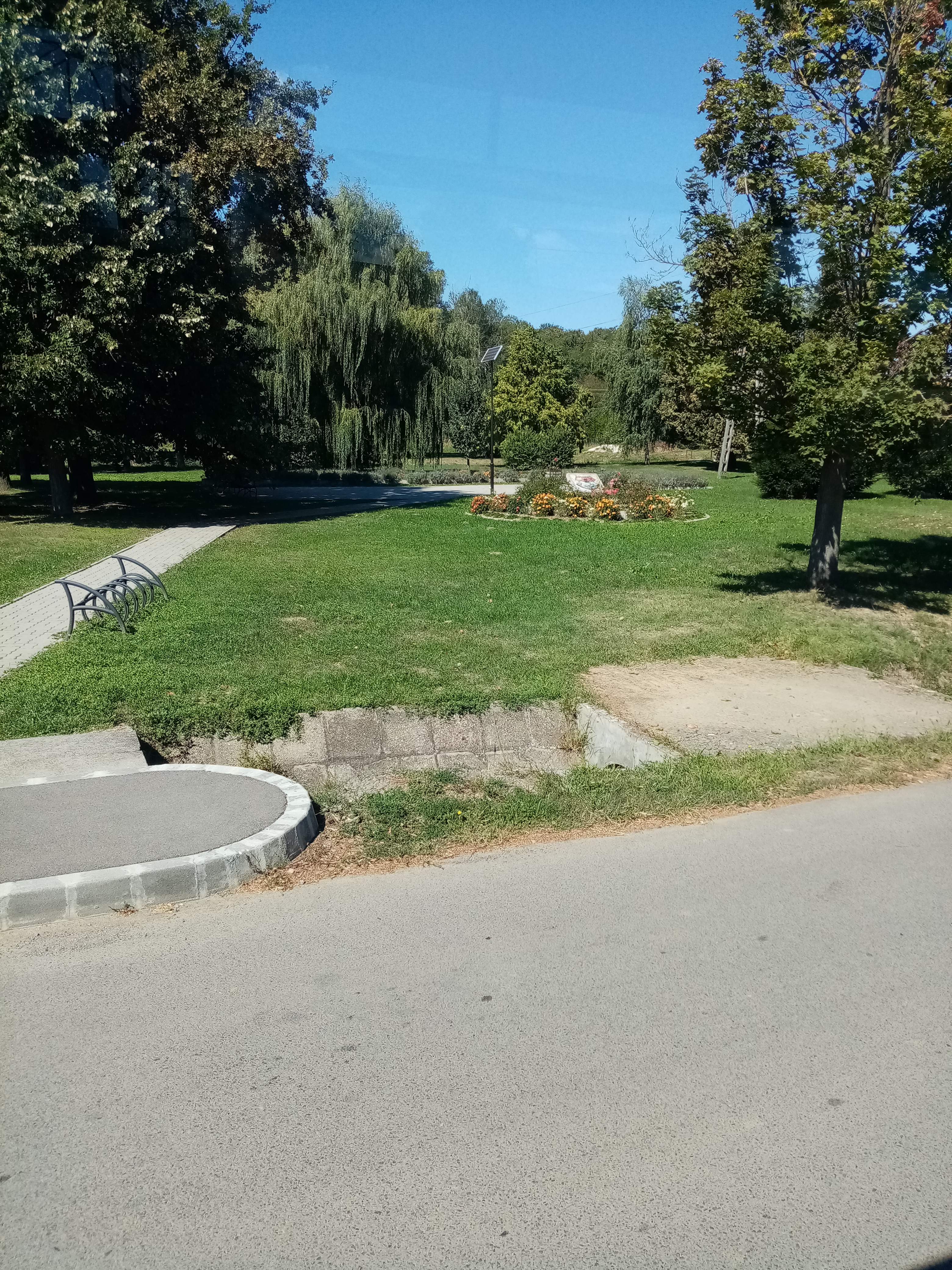
Park in Fazekasboda

## Verkehr
Durch Fazekasboda verläuft die Landstraße Nr. 5607. Es bestehen Busverbindungen über Nagypall nach Péscvárad und über Geresdlak nach Himesháza und Szűr. Der nächstgelegene Bahnhof befindet sich in Pécs.